# Кенто
Кенто, в среднем и верхнем течении Вуосус, Койвуйоки, Юриккайоки, ранее известна как Кенти, Кенти-окки, Кента — река в России, протекает по территории Калевальского района и Костомукшского городского округа Карелии. Впадает в озеро Юляярви, которое протокой сообщается с озером Алаярви и входит в систему Среднее Куйто. Высота устья — 101,1 м над уровнем моря.
Длина реки — 72 км, площадь водосборного бассейна — 934 км².

## Бассейн
В 40 км от устья по левому берегу реки впадает река Корпангийоки.
По ходу своего течения протекает через озера:
- Костомукшское
- Куроярви
- Поппалиярви
- Юриккаярви
- Койвас
- Кенто
- Ломозеро

Также бассейну реки Кенто принадлежат озёра:
- Корпанги (исток Корпангийоки)
- Янис (соединяется ручьём с озером Кенто)
- Шоперка (соединяется ручьём с Ломозером)
- Ялиярви

## Данные водного реестра
По данным государственного водного реестра России относится к Баренцево-Беломорскому бассейновому округу, водохозяйственный участок реки — Кемь от истока до Юшкозерского гидроузла, включая озёра Верхнее, Среднее и Нижнее Куйто. Речной бассейн реки — бассейны рек Кольского полуострова и Карелии, впадает в Белое море.